# Gongylanthus
Gongylanthus là một chi rêu trong họ Arnelliaceae.